# Фаришский район
Фари́шский райо́н (тума́н; узб. Forish tumani / Фориш тумани) — район в Джизакской области Узбекистана. Административный центр — городской посёлок Багдан.

## История
Территория современного Фаришского района была в составе разных средневековых государств.
С 1500 по 1599 год Фаришский район был в составе Джизакского бекства и входил в Бухарское ханство, возглавляемое узбекской династией Шейбанидов, а затем Аштарханидов.
Джизакское бекство часто переходило из рук в руки, фактически оставаясь независимым. Главенствующую роль в этом районе играла знать узбекских племён кырк и юз.
С 1756 по 1866 годы Джизак был в составе Бухарского эмирата, возглавляемого узбекской династией Мангытов.
К началу 1860-х годов Джизак представлял собой административный центр Джизакского бекства, окружённый двойной стеной и глубоким рвом. Население города насчитывало 20 000 человек.
Фаришский район впервые был образован 9 февраля 1935 года в составе Самаркандской области. В 1962 году был ликвидирован с разделом его территории между Нуратинским и Джизакским районами.
22 февраля 1964 года район был восстановлен в составе Сырдарьинской области, а 29 декабря 1973 года вошёл в состав Джизакской области, которая была учреждена в конце 1973 года.

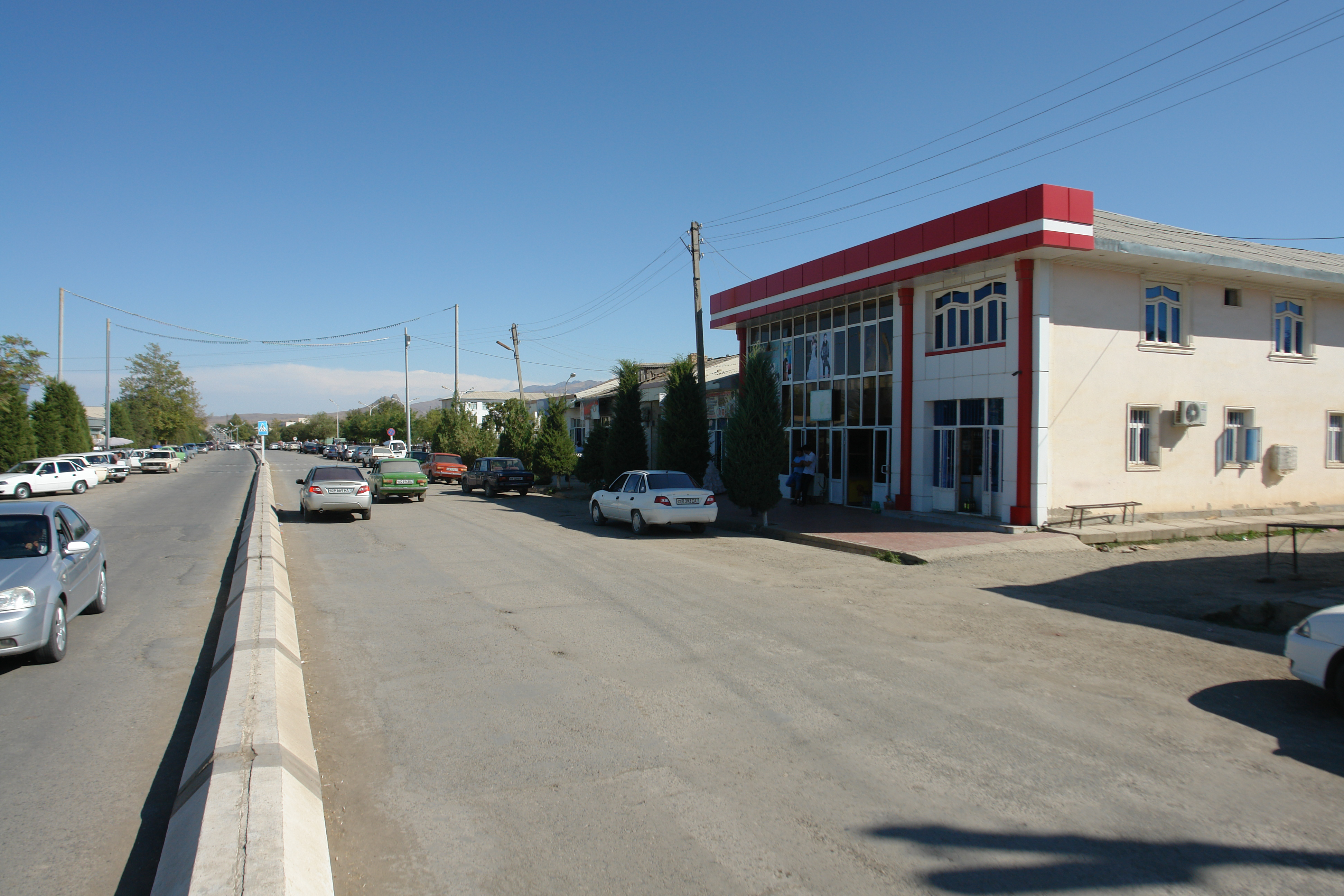
Янгикишлак.

Здание Хокимията (администрации) и Кенгаша (совета народных депутатов) Фаришского района.

Монумент Независимости в Янгикишлаке.

## Этимология названия
Район получил своё название от расположенного здесь кишлака Фариш. Имеется версия, что это название изначально звучало как Париж и было заимствовано у столицы Франции в период правления Тимура (Тамерлана). В «Национальной энциклопедии Узбекистана» эта версия квалифицируется как местные сведения, однако историк Г. А. Хидоятов (1990 год) подробно излагает её без атрибуции. Как пишет Г. А. Хидоятов, Тимур желал превратить главный город своей империи Самарканд в самую крупную и роскошную столицу мира. По замыслу правителя, столицы других стран должны были выглядеть скромными деревнями на его фоне. Он распорядился заложить в окрестностях Самарканда несколько небольших поселений, которым были присвоены имена Багдад, Дамаск, Каир, Шираз, Султания и Париж. Последний топоним и сохранился до наших дней, хотя в речи местного населения постепенно подвергся искажению (Париж/Фариж/Фариш/Фориш).

## География
Фаришский район занимает площадь в 9530 км² (9530,542 га). Расположен в северо-западной части Джизакской области и тянется вдоль всей её северной окраины.
На севере и северо-востоке граничит с территорией Казахстана, на востоке — с Шараф-Рашидовским, Зафарабадским, Арнасайским, Дустликским и Мирзачульским районами Джизакской области, на юге — с Галляаральским районом этой же области, на западе — с Кошрабадским районом Самаркандской области и Нуратинским районом Навоийской области. Омывается водами озера Айдаркуль.

## Природа

### Климат
Климат территории района является резко континентальным, с жарким и сухим летом при холодной зиме.
Среднегодовая температура составляет +14,5 °C, средняя температура января равна −1,5 °C, средняя температура июля — +29,5 °C. Абсолютный минимум температуры составил −32 °C, абсолютный температурный максимум — +46 °C.
В среднем на территории района выпадает 340—360 мм осадков за год (на северо-востоке района этот показатель снижается до 240—260 мм, а на юго-западе повышается до 459—480 мм). Вегетационный период длится 216—218 дней.

### Почвы
Почвенный покров адыров образуют гипсовые серозёмы, лугово-серозёмные почвы, песчаные почвы, пески, солончаки и засоленные почвы.

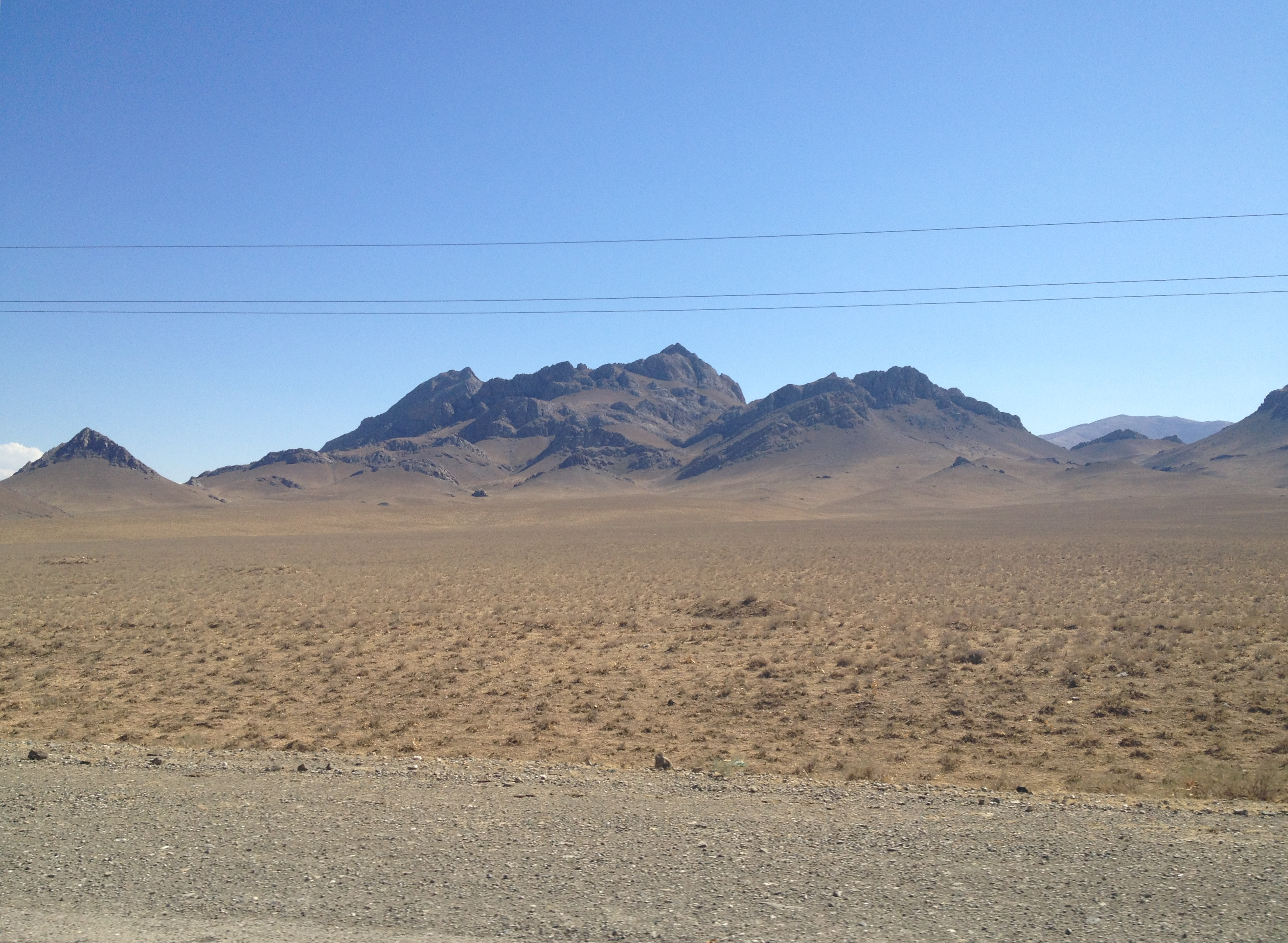
Горы Ортачеку (Северный Нуратинский хребет).

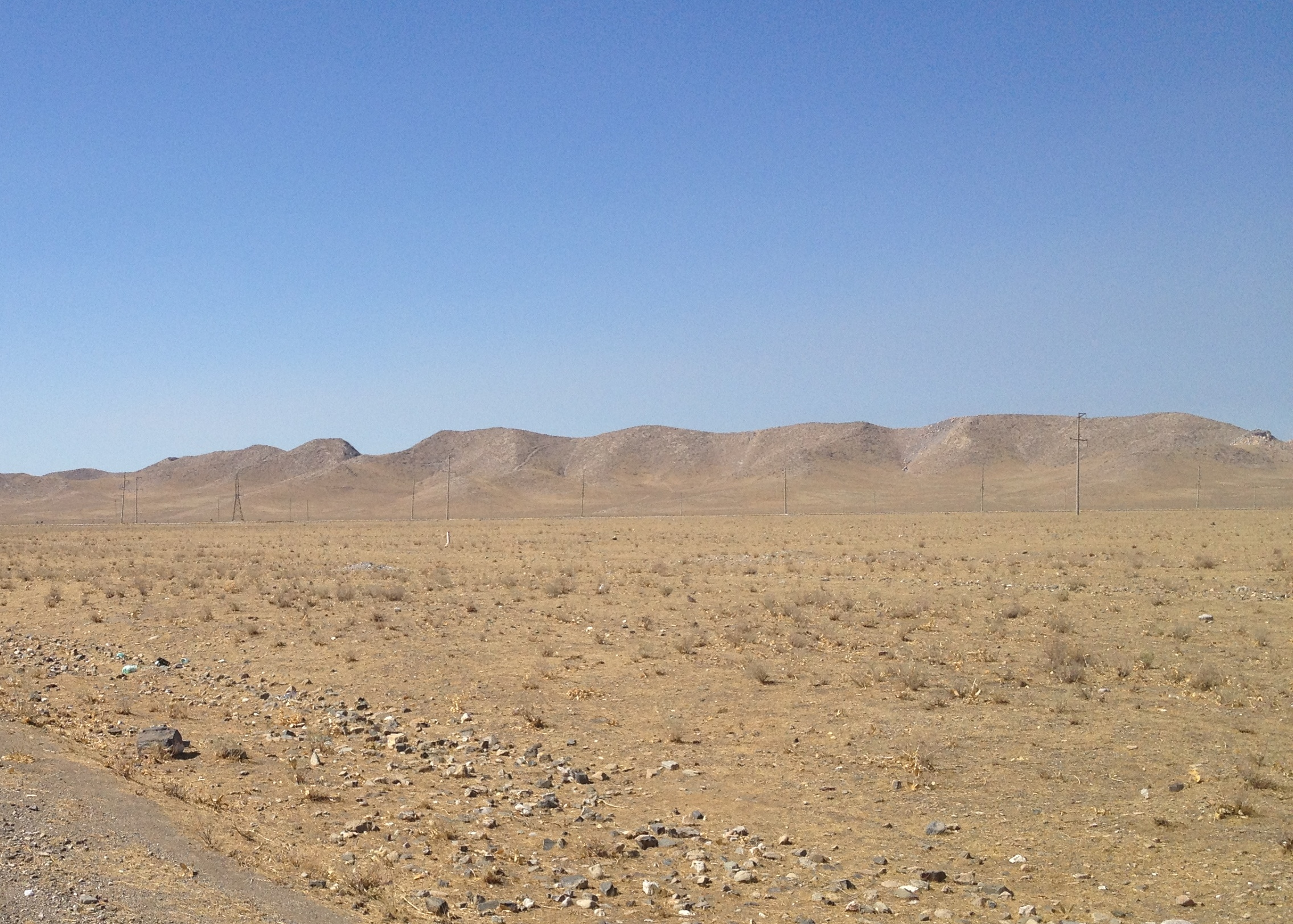
Хребет Эгарберлитаг.

### Рельеф
Рельеф Фаришского района разнообразен и представлен низменностями, возвышенностями, адырами и горными хребтами Нуратау и Писталитау.
Горами занята юго-западная часть территории, где располагаются горные цепи Койташ, Балыклытау, Писталитау, Эгарберлитаг, Ханбандитаг и отдельно стоящая гора Джетимтау.
Высоты на Нуратинском хребте увеличиваются в направлении с северо-востока на юго-запад от 230—250 м до 1400—2000 м.
Наивысшей точкой Фаришского района является вершина Хаятбаши в составе горного массива Заргар на границе с Навоийской областью, которая одновременно является высочайшей точкой Нуратинского хребта (2169,5 м).
В северной и северо-восточной частях района расположена котловина, ныне занятая Арнасайской системой озёр, включающей Айдаркуль, Тузкан и Восточно-Арнасайские озёра.
Холмы образованы песчаниками и песками, мергелями, лёссами. Имеется много ложбин, оврагов и саев, которые интенсивно наполняются водой в период весенних осадков, но пересыхают в летнее время.

### Гидрография

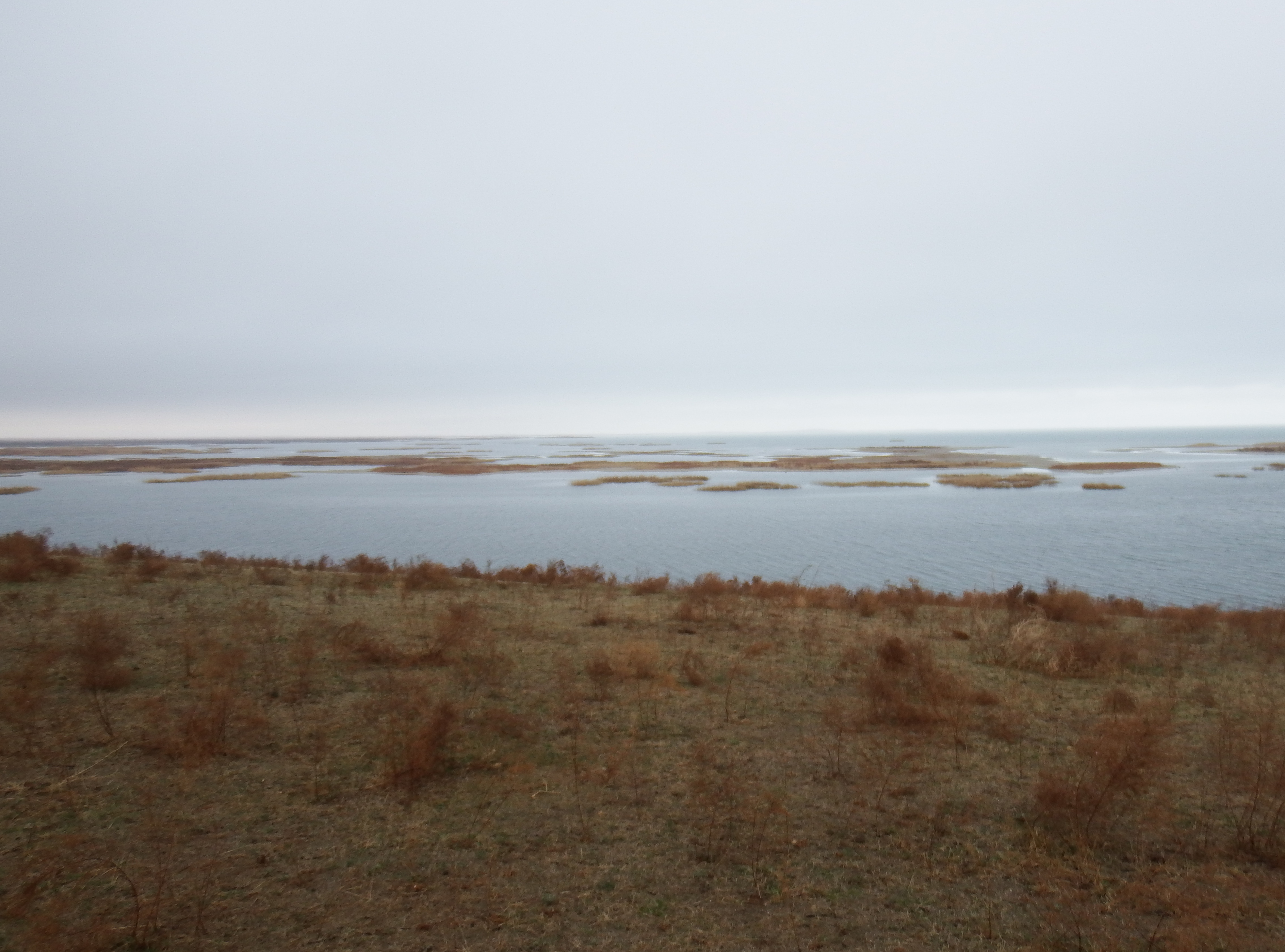
Южный берег озера Тузкан

С Нуратинских гор стекают водотоки Устахансай, Асмансай, Баламонсай, Ухумсай, Хаятсай, Акташсай, Каттасай, Чарваксай и другие. Их воды используются для орошаемого земледелия, практикуемого на пологих склонах у подножья гор.
В северной и северо-восточной частях расположена Арнасайская система озёр, включающая Айдаркуль, Тузкан и Восточно-Арнасайские озёра. На территории Фаришского района имеются озёра Балыклы и Пистали.
Также на территории района залегают подземные воды. В северо-восточной части они находятся на глубине 1—2 м от поверхности, в юго-западной — на глубине от 10 до 25 м.

### Флора
Ранней весной наблюдается рост эфемеров и эфемероидов. Этот тип флоры представлен грубыми травами, а также дикой дыней, гребенщиком, верблюжьей колючкой, полынью, марью и другими растениями, которые имеют большое кормовое значение для разводимых здесь каракулевых овец.
В горной местности в дикорастущем виде встречаются лохи, яблони, арча, грецкие орехи, фисташки, миндаль, шиповники, барбарисы и персидские буниумы.

### Фауна
Фауна диких млекопитающих представлена волками, лисами, шакалами, кабанами, архарами, джейранами, зайцами, крысами, сусликами, общественными полёвками, ежами.
Из числа птиц обитают беркуты, дрофы, перепела, фазаны, кеклики, утки и голуби.
Также водятся черепахи, ящерицы и ядовитые змеи, в водоёмах — разнообразные рыбы. На территории района расположен Нуратинский государственный горно-орехоплодовый заповедник.

## Население
По оценке на 2011 год, население Фаришского района составляет 80 900 человек.
По состоянию на 2004 год, население Фаришского района составляло 74 800 человек. Из них городское население — свыше 12 000 человек, сельское — 62 000 человек. Средняя плотность населения была равна 7,9 чел./км².
По национальному составу преобладают узбеки (в 2011 году — 62 000 человек или 76,6 %), также проживают казахи (9600 человек или 10,9 %), таджики (8600 человек или 10,6 %) и другие национальности (в частности, русские) — 700 человек или 0,9 %.

## Административно-территориальное деление
В состав района входят:
2 городских посёлка:
1. Янгикишлак,
2. Учкулач.

11 сельских сходов граждан:
1. Амангельды,
2. Арнасай,
3. Гараша,
4. Гулзар,
5. Дарваза,
6. Караабдал,
7. Кызылкум,
8. Осмонсай,
9. Ухум,
10. Фариш,
11. Эгизбулак.

## Экономика

### Сельское хозяйство
Земельный фонд района в целом составляет 474 300 га. В Фаришском районе в основном развиты отрасли сельского хозяйства: скотоводство, земледелие, садоводство и виноградарство.
На середину 2000-х годов здесь действовало: 4 ширкатных (кооперативных) хозяйства, специализирующихся на животноводстве; 7 ширкатов, специализирующихся на животноводстве и зерноводстве; 1 ширкат, специализирующийся на садоводстве и овощеводстве.
Общее количество фермерских хозяйств превышало 400. Площадь посевов зерновых культур была равна 12 500 га (по большей части, на богарных землях), овощей — 90 га, бахчи — 707 га, садов — 609 га, виноградников — 1058 га.
В частном и общественном владении в общей сложности имелось 22 200 голов крупного рогатого скота, 31 000 голов мелкого рогатого скота (овец и коз), 34 500 голов домашней птицы и 3600 голов лошадей в табунах.
В лесном хозяйстве района находится 80 000 га земель. Из них 2000 га приходится на саксаульники и 130 га — на орешники. Хозяйство за год поставляет населению 10 000 саженцев ореха и винограда.
В лесном хозяйстве ведётся заготовка таких лекарственных растений, как репешок азиатский, зизифора, душица, шиповник и ревень.

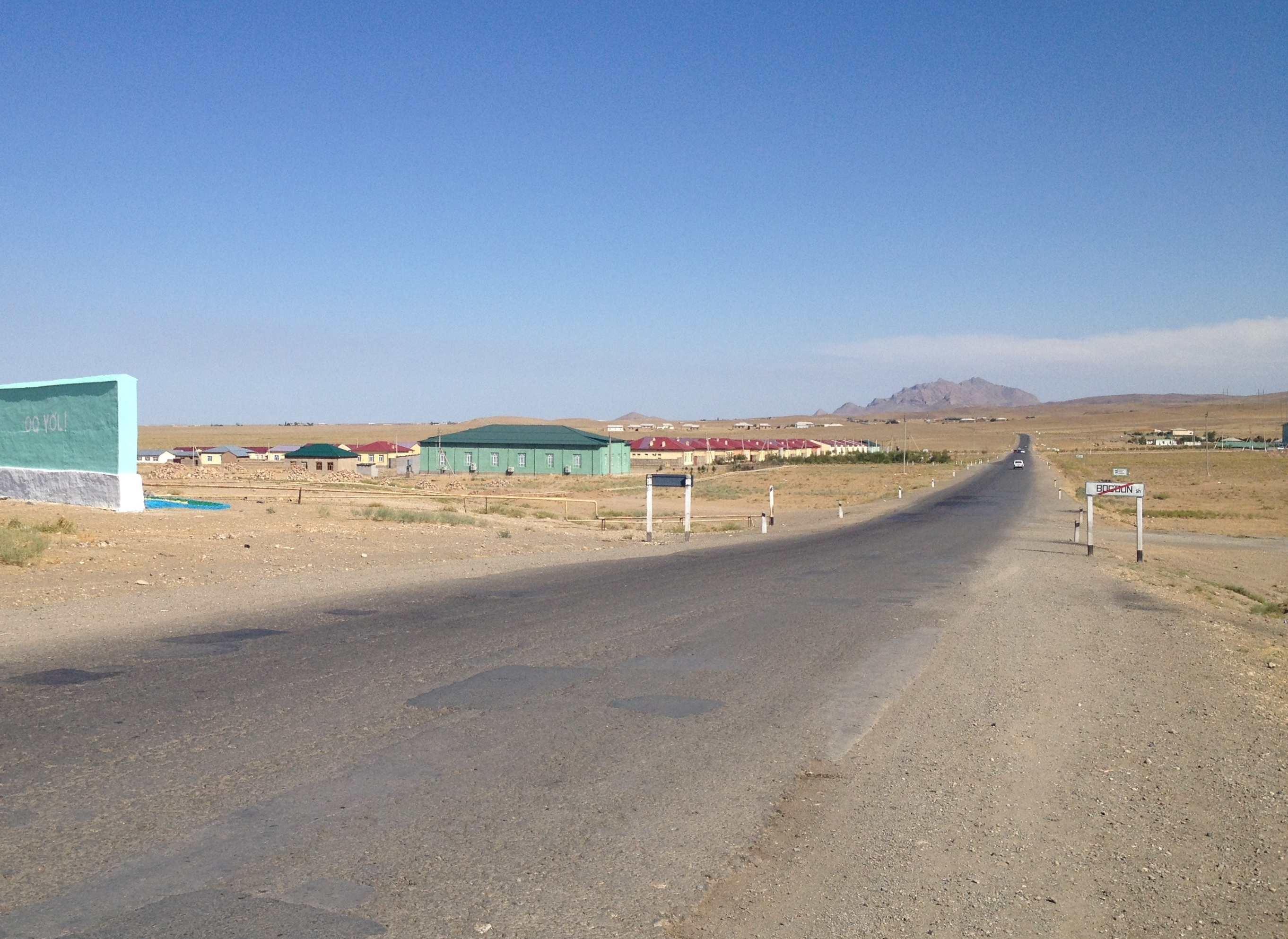
Автодорога 4Р3Б.

### Промышленность
На территории Фаришского района имеются месторождения свинца, цинка, базальта, известняка и мраморизованного чёрного известняка.
Разработка этих месторождений ведётся открытым способом. Здесь функционируют предприятия Учкулачского месторождения («Карбонат», «Девон», «Фортекс» и другие).

### Транспорт
Общая длина автомобильных дорог на территории Фаришского района составляет 343 км, из них 228 км приходится на автодороги республиканского значения.
Поддерживается автобусное сообщение по маршрутам Янгикишлак — Джизак, Янгикишлак — Фариш, Янгикишлак — Чимкурган и другим.
Длина железной дороги равна 71 км (линия на Учкулач, от разъезда 22-го километра до её окончания).

## Социальная сфера

### Образование

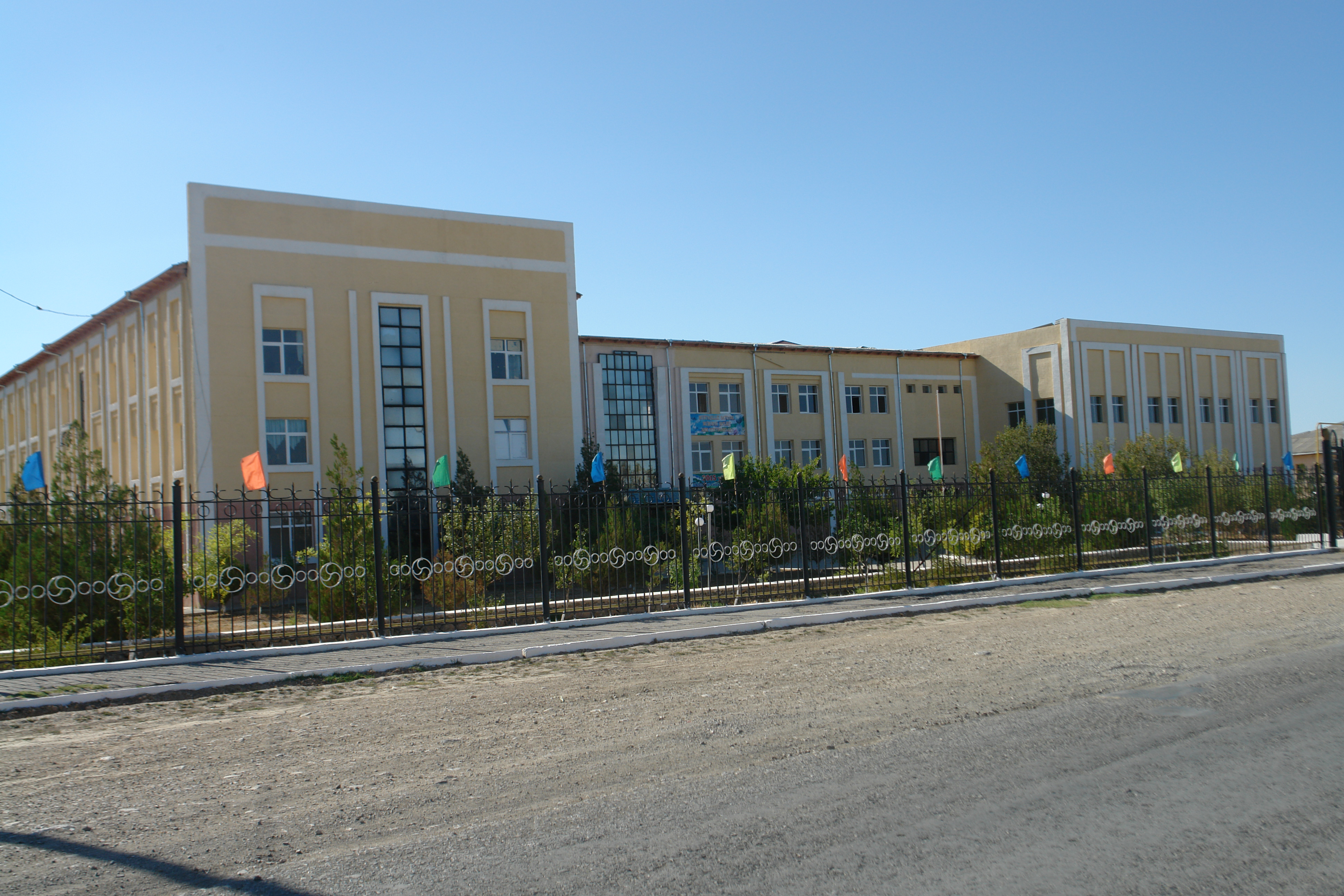
Колледж бытового обслуживания в Янгикишлаке.

В 2003/2004 учебном годах в Фаришском районе функционировало 70 общеобразовательных школ, 7 дошкольных образовательных учреждений и 3 учреждения нешкольного образования.
В школах получали образование 18 300 детей. По состоянию на 2004 год, имелось 2 профессиональных колледжа — сельского хозяйства и бытового обслуживания, где обучалось 892 студента.

### Культура

Скорбящая мать (Янгикишлак).

В Фаришском районе ведут работу Дворец культуры, 5 домов культуры, 5 клубов, ансамбль народной музыки «Чорвадор» («Животновод»), который был организован в 1972 году.
Для нужд населения в районе были открыты центральная библиотека, центральная детская библиотека и 28 сельских библиотек (по состоянию на середину 2000-х годов). Их книжный фонд составлял 281 400 изданий.

### Медицина
По состоянию на середину 2000-х годов, в Фаришском районе действовало 10 больниц (примерно на 600 койко-мест), 30 фельдшерско-акушерских пунктов, 19 сельских врачебных пунктов и 7 сельских врачебных амбулаторий.
В общей сложности, в медицинских учреждениях работало 110 врачей и 426 средних медицинских работников. Таким образом, на 10 000 человек приходилось 15 врачей.
В районе был создан санаторий, где производится лечение целебной грязью озера Балыклы. Отсюда также обеспечиваются целебной грязью другие санатории и стационары республики.

### Спорт
В Фаришском районе функционируют стадионы, спортзалы, спортплощадки и другие спортивные сооружения.

## Археологические памятники
В Фаришском районе имеется ряд археологических памятников:
- кладбища Етимтау (I тысячелетие до н. э.)[11],
- плотина Ханбанди (X век),
- Караташ (I—II век),
- Чорбог[ком 2] Абдуллахана (XVI век)[1].

## Власть
Главой администрации (Хокимом) Фаришского района в настоящее время является Пулатжон Кучкарович Махатов. Первый заместитель хокима по вопросам капитального строительства, коммуникаций, коммунального хозяйства и благоустройства — Тургун Кадырович Нуруллаев.
Первый заместитель хокима по вопросам социального и экономического развития — Ариф Урдушевич Нарбутаев. Заместитель руководителя, председатель комитета женщин — Гульнора Шарифовна Исмаилова.

## СМИ
С 1936 года печатается газета «Фориш тонги» («Заря Фариша»), тираж которой в начале 2000-х годов составлял 2000 экземпляров.